# Reprezentacja Gibraltaru w piłce siatkowej mężczyzn
Reprezentacja Gibraltaru w piłce siatkowej mężczyzn - narodowa reprezentacja tego kraju, reprezentująca go na arenie międzynarodowej. Za jej funkcjonowanie odpowiedzialny jest Gibraltar Volleyball Association (GVA). Na razie nie wystąpiła na Mistrzostwach Świata i na Mistrzostwach Europy. Drużyna także nie uczestniczyła na Mistrzostwach Europy Małych Państw.

## Rozgrywki międzynarodowe
Mistrzostwa Europy Małych Państw:
- 2000 - 2019 - nie brała udziału

Island Games:
- 1987 -  3.